# Direktoratet for Vareforsyning
Direktoratet for Vareforsyning var fra 1940 til 1960 et direktorat under Ministeriet for Industri, Handel og Søfart.
Direktoratet blev etableret som afløser for Valutacentralen og havde med afsæt i vareforsyningsloven under besættelsen til opgave at uddele tilladelser til import af varer fra udlandet.
Under direktoratet hørte en række nævn og råd: Automobilfordelingsnævnet, Benzinnævnet, Brændselsolienævnet af 1939, Byggenævnet, Ernærings- og Husholdningsnævnet, Fragtnævnet af 1939, Fedtnævnet, Hudenævnet, Kartoffelnævnet, Kludenævnet, Konfiskationsnævnet, Kornnævnet, Mel- og Brødnævnet, Statens Kornkontor, Uldnævnet af 1940 og Vareforsyningsrådet.
Ministeransvaret for direktoratet overflyttedes i 1947 til Forsyningsministeriet, mens dets opgaver ved nedlæggelsen i 1960 blev overflyttet til Handelsministeriets licenskontor.
Frihedskæmperen Gunnar Dyrberg arbejdede ligesom den senere statsminister Jens Otto Krag en overgang i direktoratet. Den senere departementschef Otto Müller var fra 1950 til nedlæggelsen direktør for direktoratet.